# 적외선 탐색 추적 장비

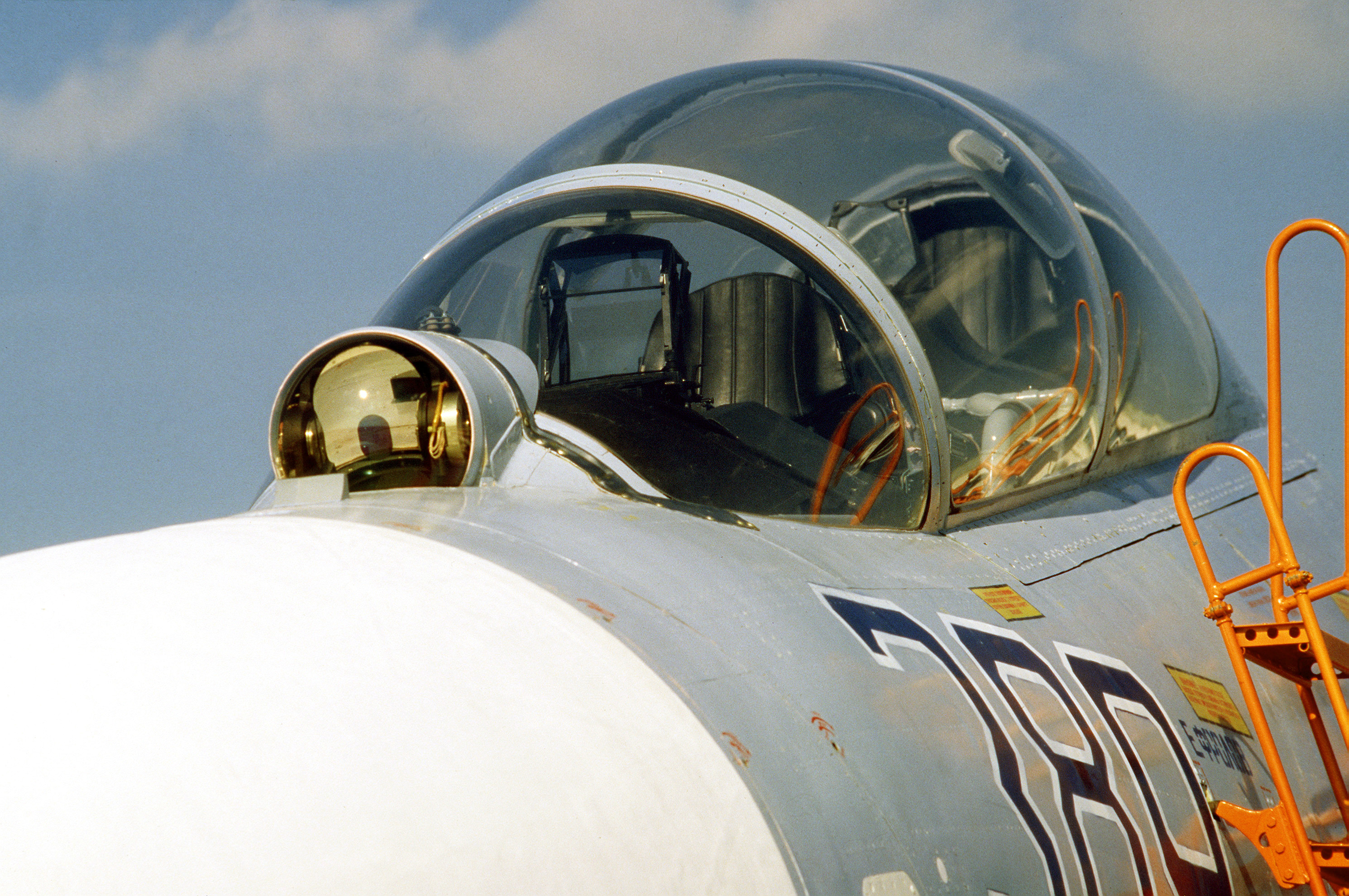
Su-27 전투기의 S-31E2 KOLS IRST

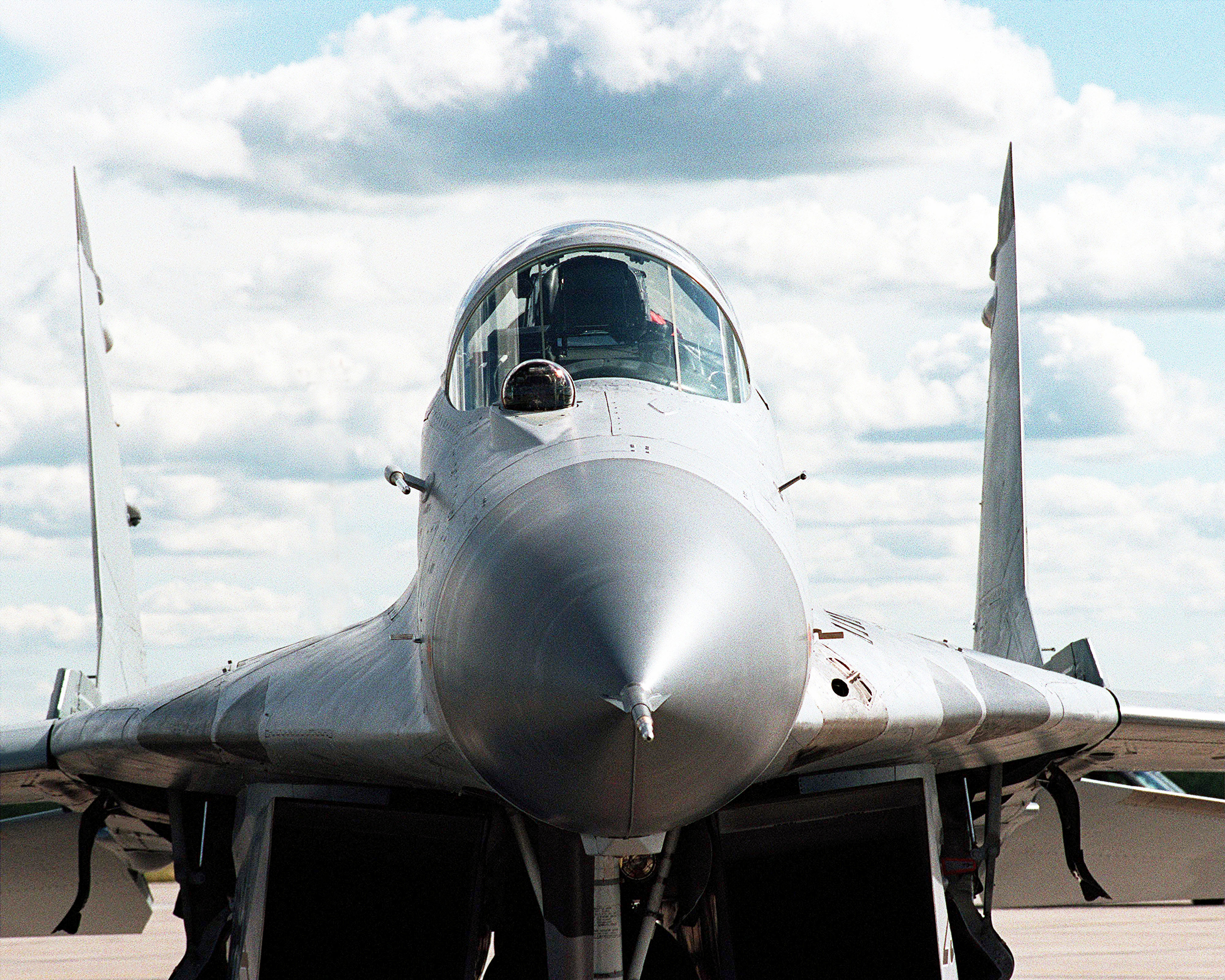
동독 미그-29 전투기의 S-31E2 KOLS IRST

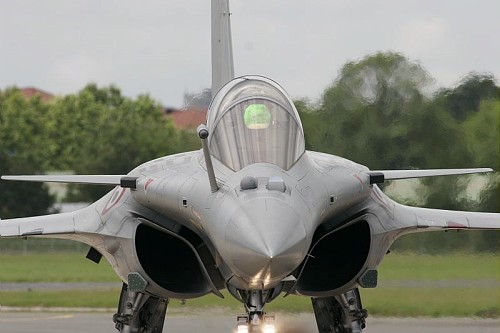
탐지거리 100 km인 다소 라팔의 OSF IRST

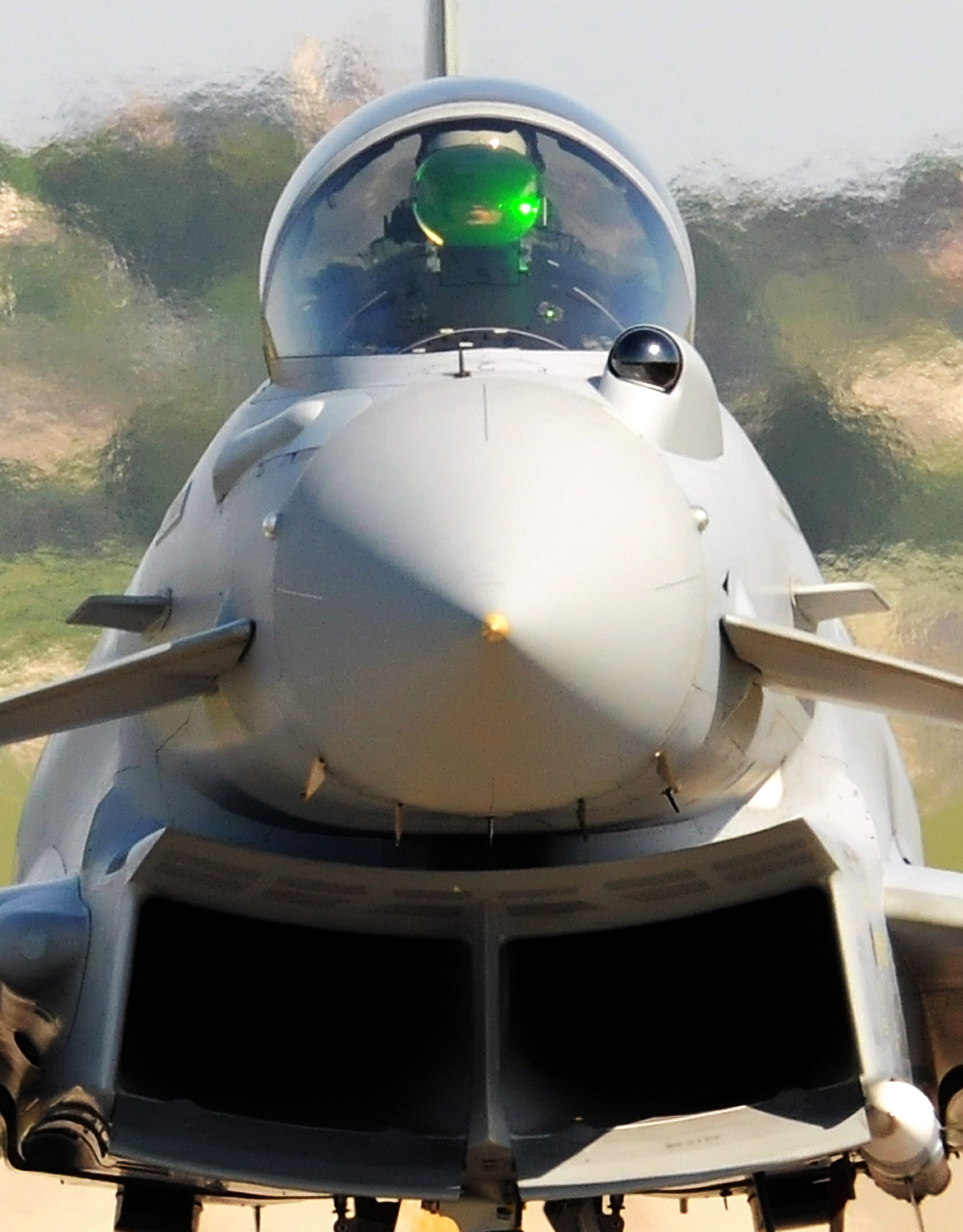
유로파이터의 PIRATE IRST

적외선 탐색 추적 장비(赤外線探索追跡裝備, 영어: infra-red search and track, IRST)는 전투기의 적외선 탐지 센서이다. 적 전투기의 엔진에서 나오는 열을 추적한다.

## 설명
IRST는 전방 감시 적외선 장치(FLIR)와 비슷한 장비이다. 스텔스기는 동체 표면을 특수하게 처리해 레이다 전파를 흡수하여 반사된 레이다 전파를 통해 위치를 추적하는 대공 레이다를 속인다. 그러나 엔진에서 나오는 열은 IRST에 탐지가 된다.
IRST는 1950년대 탐지장비로서, 미국은 레이다 개발에 힘써, IRST는 탑재하지 않았다. 그러나 미국의 발달된 전파공학으로, ECM 포드 등 전파교란 장비의 성능이 강력해지자, 러시아는 IRST에 많이 의존했다.
미국 F-16, F-15는 전투기 자체에 IRST를 장착하지 않고, 미사일 같이 생긴 거대한 외부의 스나이퍼 타케팅 포드를 장착해 IRST 기능을 추가할 수 있다.

## 사례
레드 플래그 – 알래스카 2012에서 F-22는 IRST를 장착한 독일 공군의 유로파이터에게 근접전에서 격추되었다. EADS의 컴퓨터 시뮬레이션 전투에서는 조기경보기의 도움을 받은 4대의 유로파이터가 8대의 F-35에 승리했다.
유로파이터의 PIRATE IRST는 정면에서 마주 본 경우 50 km, 적기의 후미에서는 90 km 거리에서 적기의 열을 탐지할 수 있다.
북한이 보유한 미그-23 전투기의 IRST는 정면에서 40 km, 후미에서 60 km 거리에서 F-16 전투기의 엔진의 열을 추적할 수 있다.
F-15K는 국내 정비가 거의 안된다. F-15K에 장착된 미국 록히드 마틴 타이거 아이 IRST의 평균 수리 기간은 400일이다. F-15K에 장착하는 국산 IRST는 개당 4,000달러지만 제조사인 보잉은 15배나 비싼 60,000 달러를 요구한다.
북한이 보유한 미그-29 전투기 IRST의 유효탐지거리는 15 km, F-15K IRST는 100 km 정도를 탐지할 수 있다.
F-15K IRST인 타이거 아이는 F-15 시리즈 전투기 최초로 장착된 IRST이다. 록히드 마틴 타이거 아이 타게팅 포드를 2011년 6월 한국이 무단으로 분해해, 미국이 항의하며 한국에 조사단을 파견해 크게 모욕을 주며, 제품을 단종시키고, 부품값을 6배 올리는 등의 충돌이 있었다.
Su-30, Su-35의 OLS-35 IRST는 정면에서 35 km(다른 출처는 50 km), 후미에서 90 km 거리에서 적기의 열을 탐지할 수 있다.